# 174-й меридіан західної довготи
174-й меридіан західної довготи — лінія довготи, що лежить на 174 градуси західніше Гринвіцького меридіана. Вона проходить від Північного полюса через Північний Льодовитий океан, Азію, Тихий океан, Південний океан та Антарктиду до Південного полюса.
174-й меридіан західної довготи формує велике коло разом із 6-тим меридіаном східної довготи.

## Список географічних об'єктів, що перетинає 174° зх. д.
Починаючи на Північному полюсі та рухаючись до Південного полюса, 174-й меридіан західної довготи проходить через:
| Координати                                                   | Країна, територія або море | Примітки |
| ------------------------------------------------------------ | -------------------------- | --- |
| 90°0′ пн. ш. 174°0′ зх. д. / 90.000° пн. ш. 174.000° зх. д.  | Північний Льодовитий океан | |
| 71°47′ пн. ш. 174°0′ зх. д. / 71.783° пн. ш. 174.000° зх. д. | Чукотське море             | |
| 67°5′ пн. ш. 174°0′ зх. д. / 67.083° пн. ш. 174.000° зх. д.  | Росія                      | Проходить через Чукотський півострів |
| 66°53′ пн. ш. 174°0′ зх. д. / 66.883° пн. ш. 174.000° зх. д. | Колючинська губа           | |
| 66°38′ пн. ш. 174°0′ зх. д. / 66.633° пн. ш. 174.000° зх. д. | Росія                      | Проходить через Чукотський півострів |
| 64°27′ пн. ш. 174°0′ зх. д. / 64.450° пн. ш. 174.000° зх. д. | Берингове море             | |
| 52°21′ пн. ш. 174°0′ зх. д. / 52.350° пн. ш. 174.000° зх. д. | США                        | Аляска — проходить через острови Атка і Амля                                                                                                   |
| 52°6′ пн. ш. 174°0′ зх. д. / 52.100° пн. ш. 174.000° зх. д.  | Тихий океан                | Проходить західніше острова Лисянського, Гаваї, США Проходить західніше острова Ніуатопутапу, Тонга Проходить східніше острова Току[en], Тонга |
| 18°34′ пд. ш. 174°0′ зх. д. / 18.567° пд. ш. 174.000° зх. д. | Тонга                      | Проходить через острови Вавау |
| 18°42′ пд. ш. 174°0′ зх. д. / 18.700° пд. ш. 174.000° зх. д. | Тихий океан                | |
| 60°0′ пд. ш. 174°0′ зх. д. / 60.000° пд. ш. 174.000° зх. д.  | Південний океан            | |
| 78°26′ пд. ш. 174°0′ зх. д. / 78.433° пд. ш. 174.000° зх. д. | Антарктида                 | Проходить через Територію Росса (претендує Нова Зеландія)                                                                                      |